# Hegémone (satélite)
Hegémone (Ἡγεμόνη griego), o Júpiter XXXIX, es un satélite retrógrado irregular de Júpiter. Fue descubierto por un equipo de astrónomos de la Universidad de Hawái dirigidos por Scott S. Sheppard, en el año 2003, y recibió la designación provisional de S/2003 J 8.
Hegémone tiene unos 3 kilómetros de diámetro, y orbita a Júpiter a una distancia media de 23,703 Millones de km en 745.500 días, a una inclinación de 153° a la eclíptica (151° al ecuador de Júpiter), en una dirección retrógrada y con una excentricidad de 0,4077.
Fue nombrada en octubre de 2005 como Hegémone una de las Gracias, e hija de Zeus (Júpiter).
Pertenece al grupo de Pasífae, compuesto de los satélites irregulares retrógradas de Júpiter en órbitas entre los 23 y 24 millones de km y en una inclinación de alrededor de 165°.